# باولو إس. إل. إم. باريتو
باولو إس. إل. إم. باريتو (بالبرتغالية: Paulo Sérgio Licciardi Messeder Barreto‏) هو أستاذ جامعي برازيلي، ولد في 19 نوفمبر 1965 في سالفادور في البرازيل.

## وصلات خارجية
- الموقع الرسمي